# Toxeumella
Toxeumella is een geslacht van vliesvleugeligen uit de familie Pteromalidae. De wetenschappelijke naam van dit geslacht is voor het eerst geldig gepubliceerd in 1913 door Girault.

## Soorten
Het geslacht Toxeumella is monotypisch en omvat slechts de volgende soort:
- Toxeumella albipes Girault, 1913